# Drepanoneura janirae
Drepanoneura janirae – gatunek ważki z rodziny łątkowatych (Coenagrionidae). Znany tylko z okazów typowych odłowionych w 1922 roku na dwóch leżących blisko siebie stanowiskach – w Vila Murtinho w stanie Rondônia w Brazylii oraz w Cachuela Esperanza w departamencie Beni w Boliwii; od tamtej pory brak stwierdzeń.